# Selenitas
Selenita es el gentilicio propio de los ficticios habitantes de la Luna. La palabra proviene del griego 'sêlenitês' y significa perteneciente a la Luna. En mineralogía, se conoce a la selenita como una variedad del mineral yeso.
A lo largo de este artículo se detallará la influencia de la imaginación humana en la creación de la mitología de una raza que ha vivido de momentos de gran esplendor en la conciencia humana y que finalmente fue condenada a morir en el olvido cuando ya a mediados del siglo XX con el comienzo de la era de la exploración espacial y concluyendo con la llegada del ser humano a la Luna se hizo evidente la inexistencia de dichos seres.
Las influencias de los selenitas han creado un mundo de ciencia ficción en diferentes obras (sobre todo conseguido por la literatura y ya después gracias al cine de la primera mitad del siglo XX) comparable con la de seres de otros planetas de nuestro propio sistema solar como son los venusianos del planeta Venus, los marcianos del planeta Marte o los jovianos del planeta Júpiter entre otros.

## Origen de los selenitas
Desde la antigüedad, se pensaba en la existencia de los selenitas como habitantes de la Luna. El origen se remonta a la civilización griega, la cual creía en la existencia de estos seres y relataba los viajes de los primeros humanos que visitaban la hoy conocida luna (cita requerida)

## Apogeo de la creencia selenita
Desde el siglo XVII hasta el siglo XIX gran parte de la literatura de ciencia ficción establece sus orígenes en el sueño de poder conquistar la Luna y con él, el poder establecer contacto con la que se creía una sociedad desarrollada como era el pueblo selenita.
Científicos de todas las naciones, escritores y músicos plasmaron sus ideas sobre las herencias de la mitología de épocas anteriores sobre el mundo y la civilización selenita y crearon obras dedicadas a estos seres que se creía habitaban nuestro satélite, al igual que generaron ideas y proyectos con la intención de poder establecer un contacto directo con la civilización lunar.

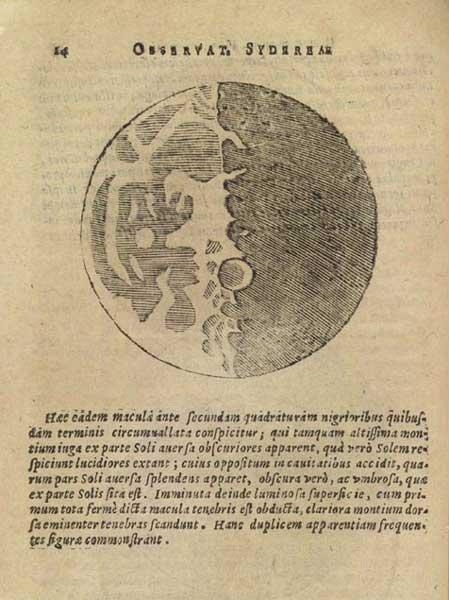
Detalle de una de las páginas del Sidereus Nuncius (Mensajero Sideral, 1610), obra en la que Galileo Galilei detalla mapas de la superficie lunar observados con su telescopio.

### Galileo Galilei y su exploración lunar
En el año 1609 el astrónomo italiano Galileo Galilei recibe noticias sobre la existencia de un nuevo invento que permite ver los objetos lejanos. Con esta descripción, Galileo construye su primer telescopio, un telescopio que no deforma los objetos y los aumenta seis veces incorporando la utilización de una lente divergente en el ocular.
Galileo continuó desarrollando su telescopio y fue en el mes de noviembre de ese mismo año cuando fabrica un instrumento que aumenta veinte veces. Se dedica a observar las fases de la Luna y descubre que este astro no es perfecto como lo quería la teoría aristotélica.
También observó una zona transitoria entre la sombra y la luz, el terminador, que no era para nada regular, lo que por consiguiente invalidaba la teoría aristotélica y afirmaba la existencia de montañas en la Luna. Estimó la altura de estos sistemas montañosos en unos 7000 metros (cabe destacar que los medios técnicos que se disponían en esa época no permitían conocer la altitud ni realizar una estimación segura) por lo que cuando Galileo publica su Sidereus Nuncius piensa que las montañas lunares son más elevadas que las de la Tierra.
De este modo Galileo estaba por fin dando paisaje a un mundo que para el ser humano hasta aquel entonces había permanecido completamente oscuro, ya que hasta aquel momento de la historia no se habían podido trazar planos detallados de la superficie rocosa de la Luna y este sería uno de los caldos de cultivo que aumentaría la esperanza y el deseo del ser humano de poder confiar en una civilización lunar.

### La literatura de ciencia-ficción francesa
Varios siglos antes que el escritor francés Julio Verne crease su genial obra De la Tierra a la Luna en la que trata desde el punto de vista tecnológico el lanzamiento de un proyectil tripulado en dirección hacia nuestro satélite, fueron varios escritores franceses los que soñaron con la llegada de un ser humano a la Luna.

#### Cyrano de Bergerac
El escritor francés Cyrano de Bergerac (que serviría de inspiración para la creación de la clásica obra de teatro creada por Edmond Rostand Cyrano de Bergerac) fue uno de los primeros en dar origen a una nueva corriente de selenitas en su magistral obra L’autre monde (El Otro Mundo, 1657-1662). Esta obra se divide en dos partes:
- Histoire comique des États et empires de la Lune (Historia cómica de los Estados e imperios de la Luna, 1657)[2]

- Histoire comique des États et empires du Soleil (Historia cómica de los Estados e imperios del Sol, 1662)[3]

A continuación pasaremos a estudiar la obra de Cyrano de Bergerac Historia cómica de los Estados e Imperios de la Luna y veremos los elementos que nos ofrece el autor sobre la cultura selenita.

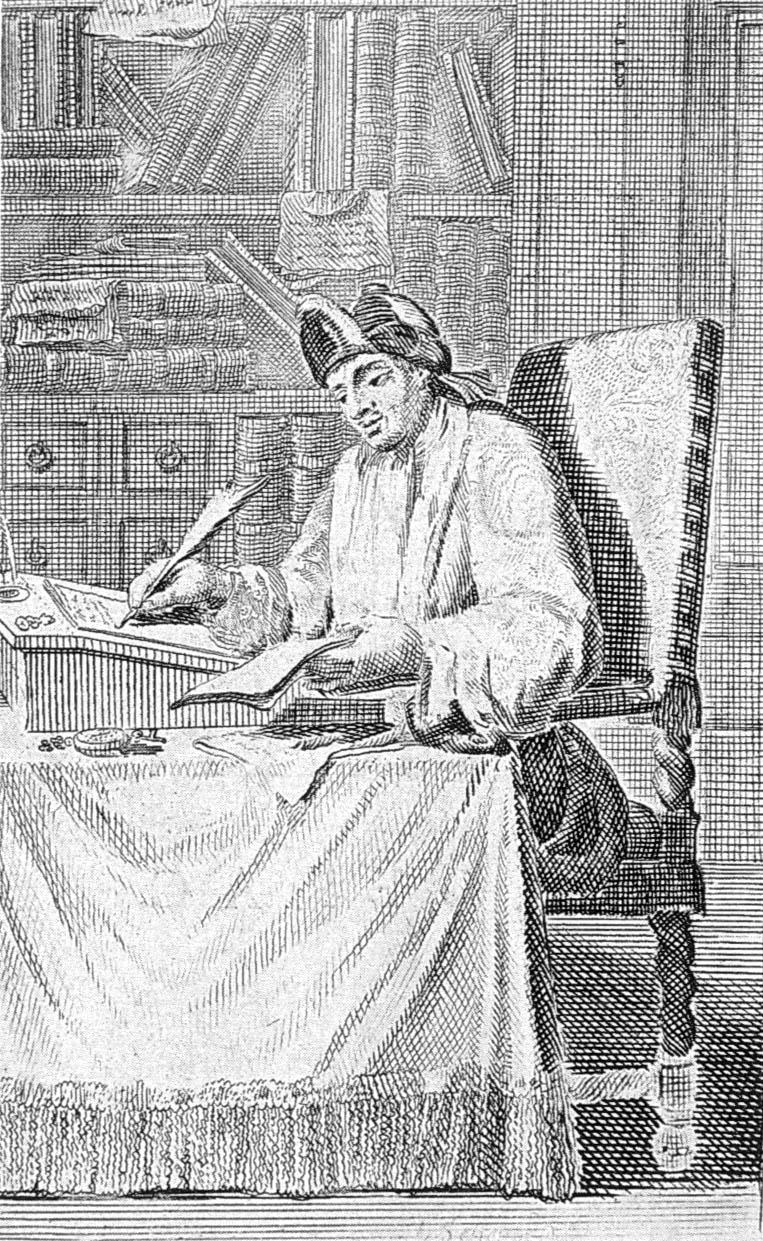
Cyrano de Bergerac

##### Historia cómica de los Estados e Imperios de la Luna
Cyrano al comienzo de su obra Historia cómica de los Estados e imperios de la Luna contempla la Luna tras una reunión a la que regresa a su hogar acompañado por unos amigos. Juntos fantasean sobre las diferentes hipótesis sobre el origen de la Luna:

Estaba la Luna en el lleno y el Cielo despejado, y ya habían sonado las nueve de la noche cuando, regresando de Clamart, cerca de París (cuyo actual mayorazgo, el señor Cuigy, nos había obsequiado a mis amigos y a mí), los múltiples pensamientos que esa bola de azafrán nos sugirió fue divirtiéndonos durante nuestro caminar; porque con los ojos anegados en ese gran astro, ya lo consideraba alguien como una buhardilla del cielo; ya otros aseguraban que era la plancha con que Diana saca brillo a la pechera de Apolo, y otros creían que bien podría ser el Sol, que habiéndose despojado de sus rayos por la tarde miraba por un agujero lo que pasaba en el mundo cuando él no estaba alumbrándolo.

Pero Cyrano se muestra mucho más serio al tratar de imaginar un mundo igual a nuestro planeta, estableciendo un sistema Tierra-Luna en el que la Tierra sería el satélite natural de la Luna, y ante la burla de sus compañeros trata de aclarar su postura basándose en los estudios de los hombres de ciencia que habían tenido idénticas teorías:

Y a mí, les dije yo, que me complace unir mis entusiasmos con los vuestros, me parece, sin que me seduzcan vuestras agudas hipótesis, con las que pretendéis distraer al tiempo para que pasa más de prisa, me parece, os digo, que la Luna es un mundo como este nuestro, y que a su vez la Tierra sirve de Luna a esa que veis vosotros.
[...] Pero por más que les quise convencer de que esa opinión mía era la de muchos grandes hombres, no conseguí que dejasen de reír, como lo estaban haciendo de muy buena gana.

Al llegar a casa, se sorprende al encontrar un libro abierto sobre su escritorio del filósofo al que él llama Cardán (Gerolamo Cardano, el cuál comenzó por ser astrólogo y mago, se reveló luego como genio de las matemáticas y de las ciencias y fue nombrado doctor en medicina en Padua. Obtuvo en Milán la cátedra de matemáticas a la que sólo podían aspirar verdaderos y brillantes expertos en la materia, y como curiosidad, predijo la fecha exacta de su propia muerte). En este libro se cuenta una historia en la que el filósofo mantiene un breve encuentro con dos ancianos selenitas:

Cuando llegué a mi casa, subí a mi estudio y encontré sobre la mesa un libro abierto que yo no había dejado allí. Era el de Cardán, y aunque no tuviese el propósito de leer, dejé caer los ojos, como si fuese por fuerza, sobre una historia de este filósofo que dice que estudiando una tarde a la luz de una candela vio entrar, filtrándose por las puertas cerradas, a dos grandes ancianos, los cuales, después de mucha preguntas que él les hizo, contestaron que eran habitantes de la Luna, y desaparecieron en diciendo esto.

Tomando este hecho como un mensaje de esos ancianos que se aparecieron al filósofo, Cyrano empieza a barajar la posibilidad de ser el elegido para realizar un mágico viaje a la Luna con el fin de poder demostrar que se encuentra en lo cierto, que la Luna es un mundo igual que la Tierra:

¡Cómo -me decía yo a mí mismo -, después de estar hablando todo el día de una cosa, un libro que acaso es el único en el mundo donde estas materias se tratan tan detalladamente vuela de mi biblioteca a mi mesa, para abrirse precisamente por las páginas de tan inaudita aventura, y arrastra a mis ojos, como con una fuerza secreta, hasta él, y luego suministra a mi fantasía las reflexiones y a mi voluntad los propósitos que yo he formado! Sin duda -continué diciéndome a mi mismo - los dos viejos que se aparecieron al gran Cardán no eran otros que los que han cogido mi libro y lo han dejado en mi mesa abierto por esas páginas para ahorrarse conmigo la arenga que a Cardán le hicieron. ¿Pero - pensaba yo - no sabré resolver esta duda si no subo hasta allá? ¿Y por qué no? - me replico luego -. Prometeo en otro tiempo fue al Cielo y robó el fuego. ¿Acaso yo soy menos osado que él? ¿Y tengo motivos para no confiar en un éxito tan favorable como el suyo?

Es entonces cuando Cyrano por su propio deseo es elevado al cielo hasta equipado con frascos de agua de rocío que va rompiendo para poder ascender más rápidamente:

Y alentado por esa esperanza me encerré en una casa de campo bastante solitaria, donde después de halagar mis sueños con algunos medios proporcionados a mi intento, he aquí cómo conseguí subir al Cielo. [...] Pero como esa atracción me elevaba demasiado rápidamente, y como en vez de aproximarme a la Luna, como era mi deseo, todavía me parecía estar más lejos de ella que al principio, fui rompiendo algunos de mis frascos hasta que observé que mi peso sobrepujaba la atracción del calor e iba descendiendo sobre la tierra. No fue falsa mi opinión, puesto que en aquélla me encontré poco tiempo después.

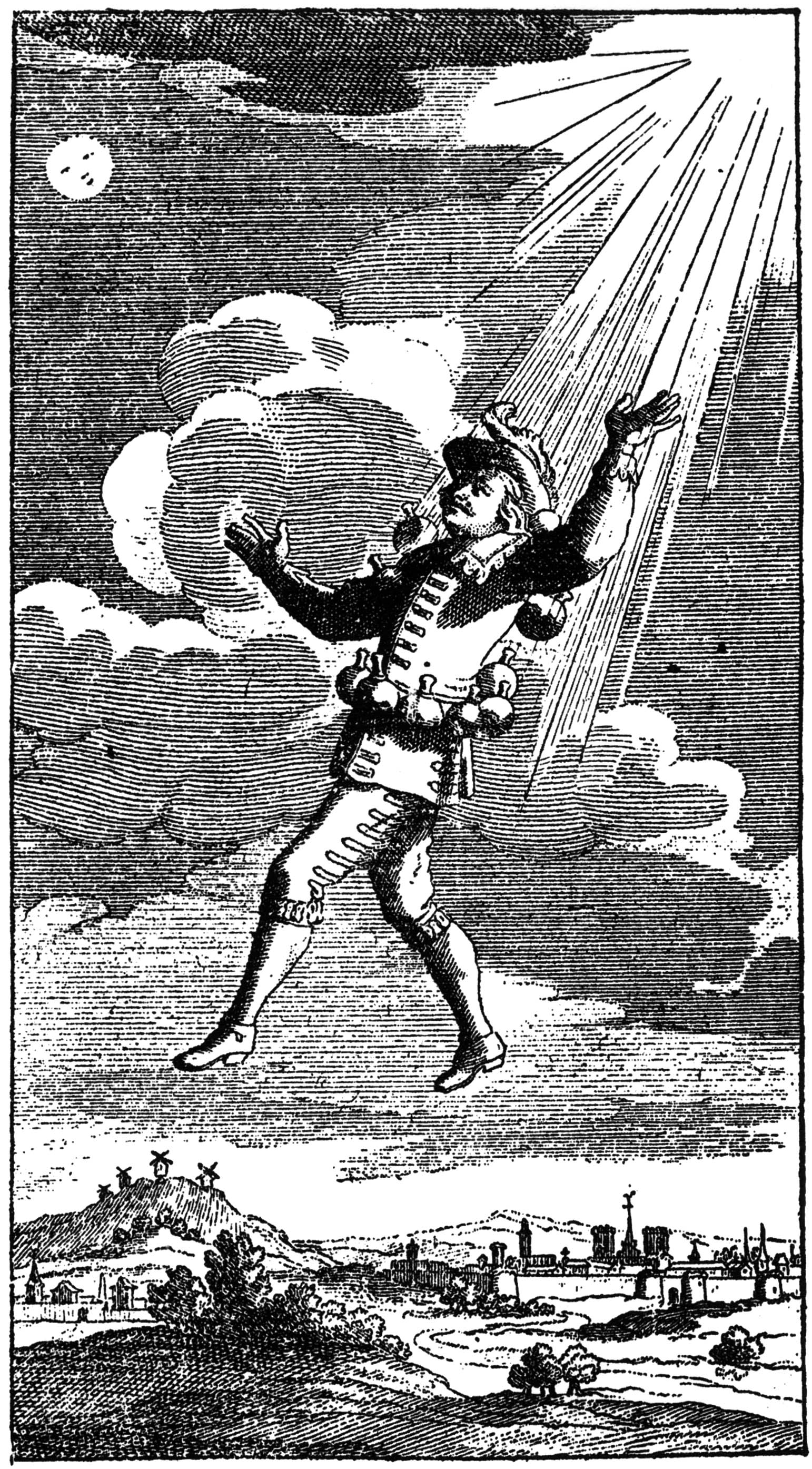
Un grabado de la obra de Cyrano de Bergerac L’autre monde (El Otro Mundo).

El paisaje que encuentra Cyrano al llegar es muy similar al nuestro, encontrándose cerca de una choza, a la que comenzó a dirigirse cuando se vio rodeado por una multitud de hombres desnudos (pero aún no se encuentra en la Luna, si no que Cyrano ha llegado a Canadá):

Y tal como estaba equipado encaminé mis pasos hacia una especie de choza en la que apercibí humo; y ya estaba de ella a un trecho de pistola cuando me vi rodeado por una cantidad numerosa de hombres completamente desnudos.

Cyrano recurre al hecho que se encuentra suspendido en una especie de gravitación sobre la superficie:

Y para alterar todavía más todos los pensamientos que ellos pudiesen tener acerca de este hábito mío, todavía estaba el ver que al andar apenas sí tocaba yo en el suelo.

Cuando se dirige a la multitud todos huyen despavoridos excepto uno de ellos mas anciano al que consigue agarrar. Cyrano le pregunta en que parte de Francia se encuentra, tratando de aclarar su situación:

Era un anciano aceitunado que muy temeroso se hincó en seguida de hinojos ante mí y juntando las manos hacia lo alto por detrás de su cabeza quedó con la boca abierta y cerró los ojos. Largo tiempo estuvo murmurando entre dientes sin que yo pudiese entender nada de lo que decía; así que di en pensar que su lenguaje era tan sólo el ceceo quijarroso de un mudo.

Cyrano es entonces sorprendido por un grupo de soldados, los cuales le someten a una serie de preguntas a las que Cyrano responde. Los soldados le informan que se encuentra en Francia, pero es entonces cuando por una serie de datos Cyrano comprende que se encuentra en Canadá:

Me llevaron hacia sus filas y en ella me di cuenta de que realmente estaba en Francia, pero en la Nueva; de manera que al poco tiempo de todo esto fui presentado al virrey. [...] Fue una gran dicha para mí encontrar un hombre con tan altas opiniones y que no se extrañase cuando yo le dije que era necesario que la Tierra hubiese girado durante mi ascensión, puesto que, habiendo comenzado a elevarme a dos leguas de París, había caído, siguiendo una línea casi perpendicular, en las tierras de Canadá.

Esa misma noche, cuando Cyrano es conducido a su habitación, antes de acostarse es visitado por el propio virrey quién, sorprendido que la hazaña del viaje de Cyrano, comienza a hacerle preguntas y entra en debate sobre principios filosóficos con nuestro protagonista.
De toda esta conversación cabría destacar las influencias de la revolución científica que se había llevado a lo largo del siglo XVI por iniciativa de su precursor Nicolás Copérnico.
Cyrano muestra estar de acuerdo, no sólo con la teoría heliocéntrica, si no aportando un toque mucho más atractivo a las teorías de la época en torno a los posibles sistemas de otras estrellas:

Añadid a esto el orgullo insoportable de los hombres que están persuadidos de que la Naturaleza ha sido hecha tan sólo para ellos, como si fuese posible que el Sol, un gran cuerpo cuatrocientas treinta y cuatro veces más grande que la Tierra, no se hubiese encendido para otra cosa sino para madurar sus nísperos y sazonar sus coles. Según yo creo, nada dispuesto a tolerar sus insolencias, los planetas son mundos situados en torno del Sol, y las estrellas fijas, a su vez, son otros soles que tienen planetas en torno de ellos, es decir, mundos que nosotros no vemos porque su luz reflejada no podría llegar hasta nosotros.

Y expone clara su postura revolucionaria en la creencia de vida en otros mundos:

¿Cómo si no, de buena fe, podríamos imaginar que esos globos tan espaciosos fuesen tan sólo campos desiertos y que en cambio el nuestro, sólo porque nosotros vivimos en él, haya sido creado para una docena de gentecillas soberbias?

Tras la conversación el virrey se marcha. Transcurren los días y Cyrano sigue con la idea de poder llegar a la ansiada Luna. Construye un artefacto de madera con el que realiza un intento en la víspera de la noche de San Juan para conseguir elevarse desde una cima, pero falla en el intento y queda malherido tras la caída.

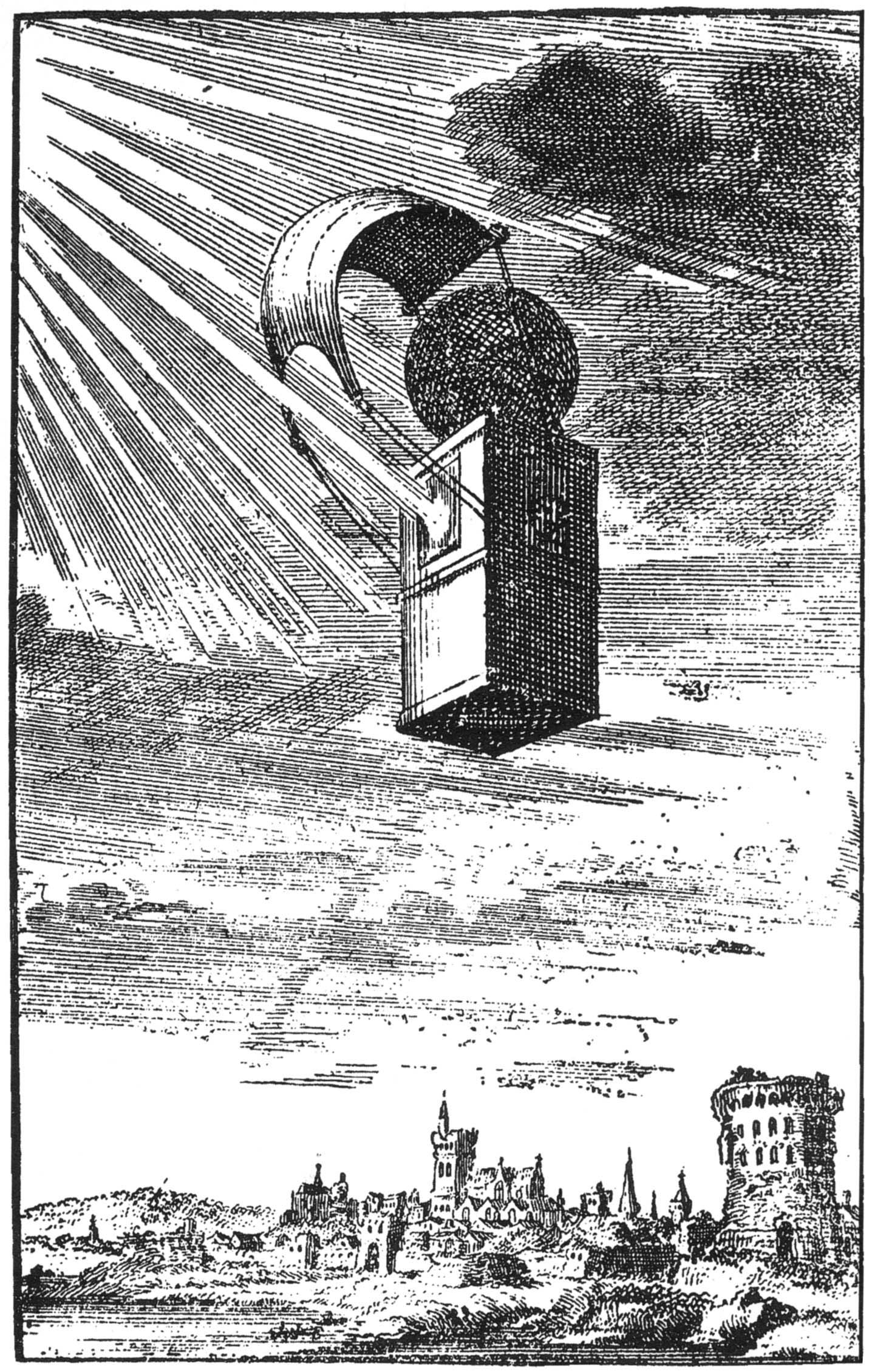
Un grabado de la obra de Cyrano de Bergerac L’autre monde (El Otro Mundo).

Cuando se dispone a realizar un segundo intento, descubre que su máquina ya ha sido capturada por los soldados y que ha sufrido modificaciones para que sirva como gran espectáculo en la hoguera de esa noche, habiéndole colocado y atado una serie de cohetes a su alrededor que la máquina se elevase cuando fuese incendiada en la hoguera:

Volví en busca de mi máquina; pero ya no la hallé, pues ciertos soldados que habían sido enviados al bosque a cortar leña para encender las hogueras de San Juan, como toparan con ella casualmente, la habían llevado al fuerte, en donde tras algunas explicaciones de lo que pudiera ser, y habiendo descubierto el mecanismo del resorte, algunos dijeron que había que atarles muchos cohetes voladores, porque habiéndoles levantado muy alto, con su rapidez y agitando el resorte sus grandes alas, nadie dejaría de tomar esta máquina por un dragón de fuego.

Cuando Cyrano encuentra la máquina y descubre que los soldados la han llevado para el centro de la plaza y pretenden quemarla con el resto de madera que han recogido, atándole al artefacto los mencionados cohetes.
Cyrano se dispone a introducirse en ella, pero lo hace en el momento que los soldados prenden fuego a las mechas de los cohetes y el artefacto comienza a elevarse con Cyrano dentro de él.
Es en el último momento cuando Cyrano consigue elevarse y escapar de su aparato cuando éste cae desde lo más alto que ha podido llegar en el momento que se han consumido todos los cohetes que llevaba acoplados:

En el mismo instante en que la llama devoró parte de los cohetes que estaban dispuestos en grupos de seis por medio de una atadura que reunía cada media docena, otros seis se encendieron y luego otros seis, de tal modo que el salitre, al encenderse, al mismo tiempo que acrecía el peligro lo alejaba. Sin embargo, cuando ya estuvieron consumidos todos los cohetes, el artificio faltó, y cuando ya soñaba yo dejarme la cabeza pegada a cualquier montaña, sentí sin moverme casi que mi elevación continuaba y que libertándose de mí la máquina volvía a caer sobre la tierra.

Cuando Cyrano cae sobre la Luna lo hace cayendo sobre un árbol en el que queda atrapado. Ha realizado un viaje de dos días hasta poder llegar a nuestro satélite y se siente hambriento. Ha descendido del árbol y está admirando el paisaje lunar que se le presenta, el cuál le recuerda mucho al nuestro:

Tan pronto como me levanté y vi el más grande de los cuatro ríos que forman un lago al reunirse [...] Vi después una estrella de cinco puntas de las cuales nacían unos árboles que por su altura enorme parecían levantar hasta el Cielo la meseta de una alta montaña. [...] Por doquiera las flores aquí, sin los cuidados de otro jardinero que la libre Naturaleza, con tan dulce aliento respiran, que aun siendo salvajes despiertan y halagan el sentido; [...] El azul clarísimo de una violeta sobre el césped no dejan libertad a la que tienen los sentidos para escoger, y de tal modo rivalizan en belleza, que no se sabe cuál de ellas es la más hermosa; [...] La confusa mezcla de colores con que la Primavera adorna a cien flores diminutas. [...] Muchas veces se creería que esta pradera es un Océano, porque, como el mar, no ofrece a la vista límite; [...] Los animales que hasta su borde venían para satisfacer la sed, más razonables que los de nuestro mundo, mostraban quedarse suspensos al contemplar la luz de pleno día en el horizonte, mientras veía el Sol en los antípodas.

Es cuando caminando a través de un bosque de jazmines se encuentra con el primer selenita. Comienza a explicarle a Cyrano que ambos son producto del mismo Dios que ha creado todo